# Alun Wyn Jones
Pour les articles homonymes, voir Jones.

a Compétitions nationales et continentales officielles uniquement.

b Matchs officiels uniquement.
Dernière mise à jour le 12 juillet 2023.
Alun Wyn Jones, né le 19 septembre 1985 à Swansea, est un joueur de rugby à XV qui joue avec l'équipe du pays de Galles de 2006 à 2023, évoluant au poste de deuxième ligne ou de troisième ligne. Avec sa sélection, il remporte cinq éditions du Tournoi des Six Nations en 2008, 2012, 2013, 2019, 2021 dont trois Grands Chelems en 2008, 2012 et 2019. Il participe à trois tournées des Lions britanniques et irlandais, en 2009, 2013, 2017, jouant les neuf tests, avant d'être désigné capitaine de la tournée 2021.
Il joue avec les Ospreys de 2005 à 2023.

## Biographie
Alun Wyn Jones est né à Swansea, ville où il fera ses études de droit à l'université et où il jouera en amateur la Welsh Premier Division avec le Swansea RFC, avant d'intégrer la province des Ospreys.
Jones étudie à temps partiel le droit et fut diplômé le 21 juillet 2010.
Alun Wyn Jones dispute son premier test match le 11 juin 2006 contre l'équipe d'Argentine. Il joue avec les Ospreys en Coupe d'Europe et en Celtic league. Titulaire avec le pays de Galles, il participe au Grand Chelem lors du Tournoi des Six Nations 2008.
Le 5 mars 2009, il est nommé capitaine de l'équipe du pays de Galles à l'occasion d'un match contre l'Italie. Le 21 avril 2009, il compte parmi les 13 internationaux gallois qui partent jouer en Afrique du Sud dans l'équipe des Lions britanniques et irlandais de rugby à XV et marque un essai. Durant le premier match du tournoi des Six Nations 2010 contre l'Angleterre, Jones intentionnellement fait un croche-pied à Dylan Hartley, écopant d'un carton jaune. Pendant ces 10 minutes, l'Angleterre marque 17 points, et remporte la victoire par la suite. Le 23 août 2010, les Ospreys annoncent que Jones succède à son coéquipier Ryan Jones comme capitaine de l'équipe du club pour la saison 2010-2011.
Appelé par Warren Gatland pour disputer la Coupe du monde 2011 en Nouvelle-Zélande, Alun Wyn Jones est sélectionné commedeuxième  ligne lors du premier match accroché contre l'Afrique du Sud (défaite 17-16) ainsi que lors du match remporté contre les Samoa (17-10). Sélectionné contre la Namibie, il participe ensuite à la rencontre suivante face aux Fidji. Avec l'équipe galloise, il vainc l'équipe irlandaise en quart de finale, se qualifiant pour la deuxième fois de l'histoire du rugby gallois pour les demi-finales d'une coupe du monde où ils affrontent les Français. Battus par les Bleus, Jones et ses coéquipiers disputent la petite finale mais chutent à nouveau contre les Australiens, terminant au pied du podium.
En 2016, il décide de disputer le Tournoi des Six Nations malgré des douleurs plantaires. Mais il ne joue pas le dernier match du tournoi et déclare « J’ai un problème à la voûte plantaire du pied gauche et une tendinite au talon d’Achille au pied droit. C’est dû à l’usure, je pense (…) je ne sais pas où j’en suis, physiquement parlant. Je n’ai qu’un mince espoir de rejouer un jour ». Il fait cependant partie de l'équipe galloise qui part disputer la tournée du mois de juin en Nouvelle-Zélande.
En 2019, il est sélectionné en équipe nationale par Warren Gatland pour le Tournoi des Six Nations 2019. Il joue les cinq matchs du tournoi dont quatre en tant que titulaire. Il réalise un bon tournoi formant une très bonne deuxième ligne avec son compatriote Adam Beard. Le Pays de Galles remporte cette compétition en réalisant le Grand Chelem,. Alun Wyn Jones est élu meilleur joueur du tournoi. Il est aussi le deuxième meilleur plaqueur du tournoi derrière son coéquipier Josh Navidi.
Ensuite, il est appelé pour participer à la Coupe du monde 2019 au Japon, sa quatrième et dernière de sa carrière. Il joue trois matchs de poule, puis joue tous les matchs de phases finales jusqu'au match pour la troisième place perdu face à la Nouvelle-Zélande sur le score de 40 à 17. Son pays termine ainsi quatrième de cette édition de la Coupe du monde.
Le samedi 30 octobre 2020, Alun Wyn Jones devient le joueur de rugby le plus capé avec 149 sélections nationales (140 matchs avec les Gallois et 9 avec les Lions britanniques). Il dépasse ainsi Richie McCaw, détenteur du record avec 148 capes.

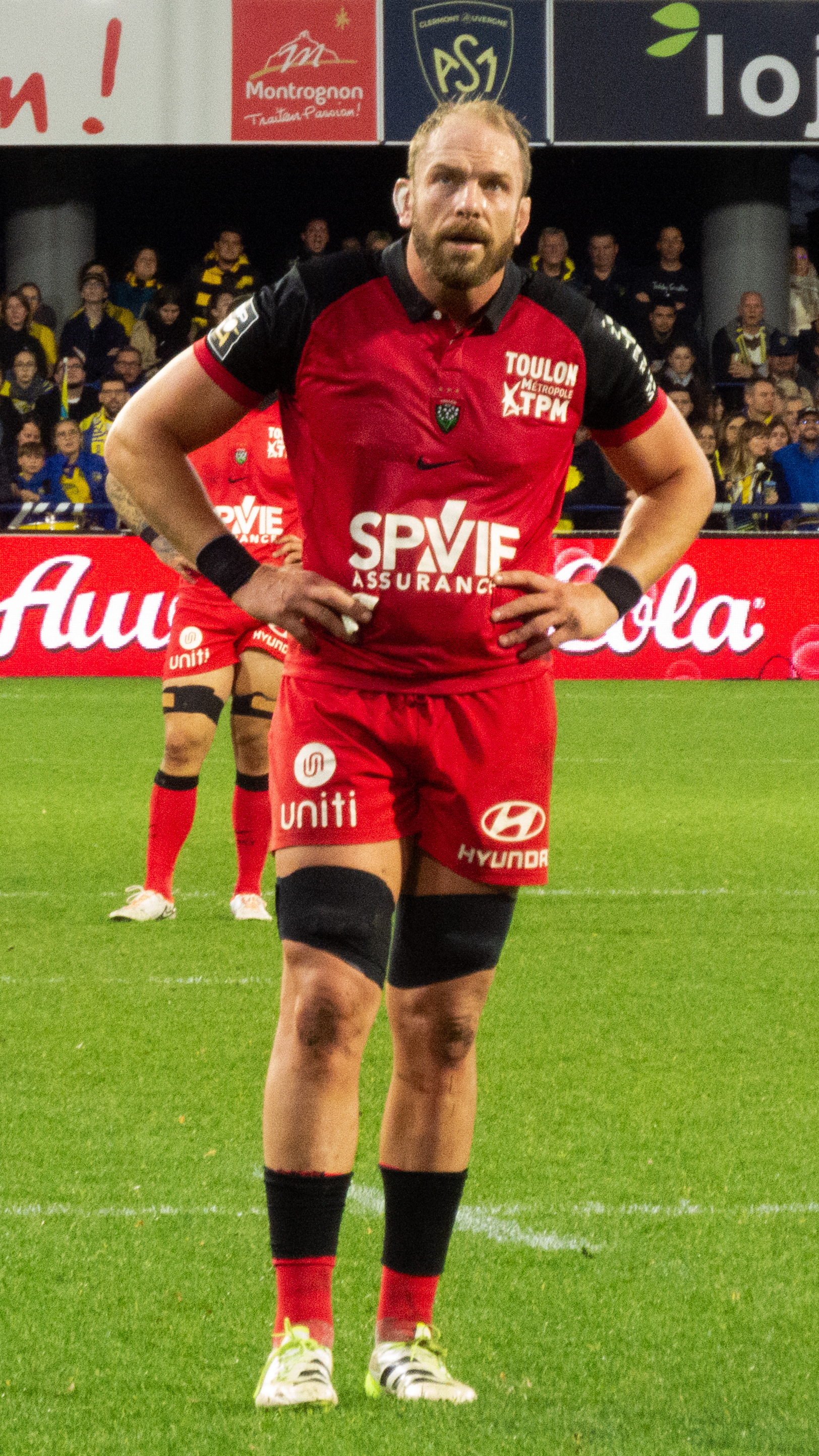
Alun Wyn Jones lors de son dernier match sous le maillot du RC Toulon, le 18 11 2023.

Le 19 mai 2023, Jones annonce officiellement sa retraite internationale, alors qu'il avait été présélectionné deux semaines plus tôt pour préparer la Coupe du monde 2023,. Deux mois plus tard, il est annoncé qu'il rejoint le RC Toulon en qualité de joker Coupe du monde.

## Style de jeu
Alun Wyn Jones, avec son mètre 98 et ses 118 kg, est un deuxième ligne moderne, très complet, possédant une grande palette de jeu. Il est réputé pour la puissance de ses plaquages, son travail très important dans les rucks et ses terribles charges, notamment grâce à sa puissance et sa mobilité, il est de plus très adroit en touche; il est capitaine de touche en sélection et est d'ailleurs très souvent sollicité dans ce domaine.

## Statistiques

### En équipe nationale
Alun Wyn Jones compte 158 sélections avec le pays de Galles. Il totalise 45 points, neuf essais. Il obtient sa première sélection le 11 juin 2006 à Puerto Madryn contre l'équipe d'Argentine.
Il participe à dix-sept éditions du Tournoi des Six Nations, en 2007, 2008, 2009, 2010, 2011, 2012, 2013, 2014, 2015, 2016, 2017, 2018, 2019, 2020, 2021, 2022, 2023. Il dispute 67 matchs dans cette compétition, inscrivant un essai. Il remporte cinq éditions avec le Pays de Galles en 2008, 2012, 2013, 2019, 2021 avec trois Grands Chelems en 2008, 2012 et 2019.
Il participe à quatre éditions de la Coupe du monde, en 2007 où il dispute quatre matchs, face au Canada, l'Australie, le Japon et les Fidji et inscrit deux essais, en 2011, ou il joue sept matchs, face à l'Afrique du Sud, les Samoa la Namibie, les Fidji, l'Irlande, la France et l'Australie, marquant un essai. En 2015, où il joue contre l'Angleterre, les Fidji, l'Australie et l'Afrique du Sud. En 2019, il affronte la Géorgie, l'Australie, les Fidji, la France, l'Afrique du Sud et la Nouvelle-Zélande. Il est le troisième joueur à avoir disputé le plus de matchs dans la compétition avec vingt-et-une rencontres joués.

### Avec les Lions britanniques et irlandais
Alun Wyn Jones participe à trois tournées des Lions britanniques et irlandais, en 2009 en Afrique du Sud, où il dispute six matchs dont les trois tests face aux Springboks, le premier en tant que titulaire, en 2013 en Australie, où il dispute sept rencontres, dont les trois tests, tous en tant que titulaire, face aux Wallabies. Il est appelé pour la tournée de juin 2017 en Nouvelle-Zélande où il joue sept rencontres dont les trois tests. Il est désigné capitaine par Warren Gatland de l'équipe pour la tournée de 2021 en Afrique du Sud.
Au total, avant cette tournée, il dispute vingt rencontres dont neuf tests, sous le maillot rouge des Lions, inscrivant deux essais.

## Palmarès

### En club
- Ospreys
  - Vainqueur de la/du Celtic League/Pro12 en 2007, 2010 et 2012.
  - Vainqueur de la Coupe anglo-galloise en 2008.
  - Finaliste de la Coupe anglo-galloise en 2007.

### En équipe nationale
- Pays de Galles
  - Vainqueur du Tournoi des Six Nations en 2008 (Grand Chelem), 2012 (Grand Chelem) , 2013 , 2019 (Grand Chelem) et 2021.
  - Quatrième de la Coupe du monde en 2011 et 2019

#### Tournoi des Six Nations
| Édition                      | Rang | Résultats Pays de Galles | Résultats Jones | Matchs Jones |
| ---------------------------- | ---- | ------------------------ | --------------- | ------------ |
| Tournoi des Six Nations 2007 | 5    | 1 v, 0 n, 4 d            | 1 v, 0 n, 4 d   | 5/5          |
| Tournoi des Six Nations 2008 | 1    | 5 v, 0 n, 0 d            | 3 v, 0 n, 0 d   | 3/5          |
| Tournoi des Six Nations 2009 | 4    | 3 v, 0 n, 2 d            | 3 v, 0 n, 2 d   | 5/5          |
| Tournoi des Six Nations 2010 | 4    | 2 v, 0 n, 3 d            | 1 v, 0 n, 1 d   | 2/5          |
| Tournoi des Six Nations 2011 | 4    | 3 v, 0 n, 2 d            | 3 v, 0 n, 2 d   | 5/5          |
| Tournoi des Six Nations 2012 | 1    | 5 v, 0n, 0 d             | 3 v, 0n, 0 d    | 3/5          |
| Tournoi des Six Nations 2013 | 1    | 4 v, 0n, 1 d             | 3 v, 0n, 0 d    | 3/5          |
| Tournoi des Six Nations 2014 | 3    | 3 v, 0n, 2 d             | 2 v, 0n, 2 d    | 4/5          |
| Tournoi des Six Nations 2015 | 3    | 4 v, 0n, 1 d             | 4 v, 0n, 1 d    | 5/5          |
| Tournoi des Six Nations 2016 | 2    | 3 v, 1 n, 1 d            | 2 v, 1 n, 1 d   | 4/5          |
| Tournoi des Six Nations 2017 | 5    | 2 v, 0 n, 3 d            | 2 v, 0 n, 3 d   | 5/5          |
| Tournoi des Six Nations 2018 | 2    | 3 v, 0 n, 2 d            | 2 v, 0 n, 2 d   | 4/5          |
| Tournoi des Six Nations 2019 | 1    | 5 v, 0 n, 0 d            | 5 v, 0 n, 0 d   | 5/5          |
| Tournoi des Six Nations 2020 | 5    | 1 v, 0 n, 4 d            | 1 v, 0 n, 4 d   | 5/5          |
| Tournoi des Six Nations 2021 | 1    | 4 v, 0 n, 1 d            | 4 v, 0 n, 1 d   | 5/5          |
| Tournoi des Six Nations 2022 | 5    | 1 v, 0 n, 4 d            | 0 v, 0 n, 1 d   | 1/5          |
| Tournoi des Six Nations 2023 | 5    | 1 v, 0 n, 4 d            | 0 v, 0 n, 3 d   | 3/5          |

Légende : v = victoire ; n = match nul ; d = défaite ; la ligne est en gras quand il y a Grand Chelem.

#### Coupe du monde
| Édition               | Rang               | Résultats Pays de Galles | Résultats Jones | Matchs Jones |
| --------------------- | ------------------ | ------------------------ | --------------- | ------------ |
| France 2007           | Premier tour       | 2 v, 0 n, 2 d            | 2 v, 0 n, 2 d   | 4/4          |
| Nouvelle-Zélande 2011 | Quatrième          | 4 v, 0 n, 3 d            | 4 v, 0 n, 3 d   | 7/7          |
| Angleterre 2015       | Quart de finaliste | 3 v, 0 n, 2 d            | 2 v, 0 n, 2 d   | 4/5          |
| Japon 2019            | Quatrième          | 5 v, 0 n, 2 d            | 4 v, 0 n, 2 d   | 6/7          |

### Distinctions personnelles
- Meilleur joueur du tournoi des Six Nations en 2019.
- Nommé pour le prix de Meilleur joueur du monde en 2015 et 2019.